# All I Want for Christmas Is a Real Good Tan
All I Want for Christmas Is a Real Good Tan è un album in studio natalizio del musicista country statunitense Kenny Chesney, pubblicato nel 2003.

## Tracce
1. All I Want for Christmas Is a Real Good Tan – 4:38
2. Jingle Bells – 2:52
3. I'll Be Home for Christmas – 3:53
4. Christmas in Dixie (feat. Randy Owen) – 3:38
5. Thank God for Kids – 3:10
6. Silver Bells – 4:05
7. Just a Kid – 4:20
8. The Angel at the Top of My Tree – 3:26
9. Pretty Paper (feat. Willie Nelson) – 3:47
10. Silent Night (feat. The Grigsby Twins) – 4:43
11. O Little Town of Bethlehem – 4:43